# Cuapetes lacertae
Cuapetes lacertae is een garnalensoort uit de familie van de Palaemonidae. De wetenschappelijke naam van de soort is voor het eerst geldig gepubliceerd in 1992 door Bruce.